# Кагэн
Кагэн (яп. 嘉元 кагэн) — девиз правления (нэнго) японского императора Го-Нидзё, использовавшийся с 1303 по 1307 год .

## Продолжительность
Начало и конец эры:
- 5-й день 8-й луны 2-го года Кэнгэн (по юлианскому календарю — 16 сентября 1303);
- 14-й день 12-й луны 4-го года Кагэн (по юлианскому календарю — 18 января 1307).

## Происхождение
Название нэнго было заимствовано из древнекитайского сочинения «Ивэнь лэйцзюй» (кит. 芸文類聚, пиньинь Yìwén Lèijù, буквально: «Классифицированное собрание произведений литературы и искусства»):「嘉占元吉、弘無量之祐、隆克昌之祚、普天同慶、率土合歓」.

## События
даты по юлианскому календарю
- 27 июля — 6 августа 1303 года (13—23-й дни 6-й луны 1-го года Кагэн) — в течение 10 дней на рассвете наблюдалась белая комета[5];
- 1305 год (3-й год Кагэн) — скончался бывший император Камэяма[6];
- 1305 год (4-я луна 3-го года Кагэн) — Смута годов Кагэн (яп. 嘉元の乱 кагэн но ран) — неудачная попытка Ходзё Мунэкаты (яп. 北条宗方) совершить военный переворот. Под предлогом приказа от бывшего сиккэна Ходзё Садатоки (к тому времени монаха), Мунэката убил соправителя Токимура и намеревался расправиться со своим двоюродным братом, сиккэном Ходзё Моротоки. Однако монах Ходзё Садатоки прознал о планах Мунэкаты и приказал Ходзё Мунэнобу покарать преступника[7].

## Сравнительная таблица
Ниже представлена таблица соответствия японского традиционного и европейского летосчисления. В скобках к номеру года японской эры указано название соответствующего года из 60-летнего цикла китайской системы гань-чжи. Японские месяцы традиционно названы лунами.
| 1-й год Кагэн (Водяной Кролик)    | 1-я луна        | 2-я луна*  | 3-я луна  | 4-я луна  | 4-я луна* (високосная) | 5-я луна* | 6-я луна   | 7-я луна*  | 8-я луна    | 9-я луна*  | 10-я луна* | 11-я луна     | 12-я луна               |
| --------------------------------- | --------------- | ---------- | --------- | --------- | ---------------------- | --------- | ---------- | ---------- | ----------- | ---------- | ---------- | ------------- | ----------------------- |
| Юлианский календарь               | 19 января 1303  | 18 февраля | 19 марта  | 18 апреля | 18 мая                 | 16 июня   | 15 июля    | 14 августа | 12 сентября | 12 октября | 10 ноября  | 9 декабря     | 8 января 1304           |
| 2-й год Кагэн (Деревянный Дракон) | 1-я луна*       | 2-я луна   | 3-я луна  | 4-я луна* | 5-я луна               | 6-я луна* | 7-я луна   | 8-я луна*  | 9-я луна    | 10-я луна* | 11-я луна  | 12-я луна*    |                         |
| Юлианский календарь               | 7 февраля 1304  | 7 марта    | 6 апреля  | 6 мая     | 4 июня                 | 4 июля    | 2 августа  | 1 сентября | 30 сентября | 30 октября | 28 ноября  | 28 декабря    |                         |
| 3-й год Кагэн (Деревянная Змея)   | 1-я луна        | 2-я луна*  | 3-я луна  | 4-я луна* | 5-я луна               | 6-я луна  | 7-я луна*  | 8-я луна   | 9-я луна*   | 10-я луна  | 11-я луна* | 12-я луна     | 12-я луна* (високосная) |
| Юлианский календарь               | 26 января 1305  | 25 февраля | 26 марта  | 25 апреля | 24 мая                 | 23 июня   | 23 июля    | 21 августа | 20 сентября | 19 октября | 18 ноября  | 17 декабря    | 16 января 1306          |
| 4-й год Кагэн (Огненная Лошадь)   | 1-я луна        | 2-я луна*  | 3-я луна  | 4-я луна* | 5-я луна               | 6-я луна* | 7-я луна   | 8-я луна   | 9-я луна*   | 10-я луна  | 11-я луна* | 12-я луна     |                         |
| Юлианский календарь               | 14 февраля 1306 | 16 марта   | 14 апреля | 14 мая    | 12 июня                | 12 июля   | 10 августа | 9 сентября | 9 октября   | 7 ноября   | 7 декабря  | 5 января 1307 |                         |

* звёздочкой отмечены короткие месяцы (луны) продолжительностью 29 дней. Остальные месяцы длятся 30 дней.